# مظفر باشتوبتشو
مظفر باشْتوبْتشو (بالتركية: Muzaffer Baştopçu)‏, (ولد: 20 يونيو 1948, في أنقرة, تركيا) سياسي تركي. ونائب سابق في البرلمان التركي لأكثر من دورة ممثلا عن حزب العدالة والتنمية.